# Chorthippus macrocerus
Chorthippus macrocerus är en insektsart som först beskrevs av Fischer von Waldheim 1846.  Chorthippus macrocerus ingår i släktet Chorthippus och familjen gräshoppor.

## Underarter
Arten delas in i följande underarter:
- C. m. macrocerus
- C. m. assimilis
- C. m. ponticus
- C. m. purpuratus